# Канада
Канада је држава на северном делу Северне Америке. То је заједница десет покрајина и три територије које се протежу од Атлантског до Тихог океана и на северу према Северном леденом океану, покривајући око 9,98 милиона km², што Канаду чини другом највећом земљом на свету по укупној површини и другом земљом по површини копна. На југу Канада се граничи са САД, а њихова граница је најдужа граница две државе на свету.
Већи део земље има хладну или јако хладну зимску климу, али су јужна подручја топла током лета. Канада је ретко насељена земља, највећим делом копнене територије преовлађују шуме и тундре, као и Стеновите планине. Земља је високо урбанизована, 82% од преко 35 милиона становника живи у већим или средњим градовима, од којих се многи налазе у близини јужне границе. Главни град државе је Отава, а највеће метрополитске области су Торонто, Монтреал и Ванкувер.
Територију данашње Канаде су, пре европске колонизације, већ неколико хиљада година насељавали бројни аутохтони народи. Почевши од краја 16. века, успостављане су британске и француске колоније, а прва је била колонија Канада коју је Француска успоставила 1533. године. Као последица разних оружаних сукоба, Британска Сјеверна Америка је стицала и губила територије, све до краја 18. века када је контролисала већину онога што је данас Канада. Дана 1. јула 1867. године, колоније тадашње Канаде, Њу Брансвик и Нова Шкотска су се ујединиле како би формирале полуаутономни федерални Доминион под именом Канада. Након овога уследило је окупљање нових покрајина и територија у састав Доминиона, да би данас тај број износио: десет покрајина и три територије, које чине савремену Канаду. Године 1931, Канада је постигла скоро потпуну независност Вестминстерским статутом 1931, изузев моћи измене свог устава. Са Актом о Канади из 1982. године, Канада је преузела и то овлашћење (као закључак Партијације).
Краљ Чарлс III је шеф државе. Држава је службено двојезична на федералном нивоу. Једна је од етнички најразноврснијих и мултикултуралних земаља, што је последица велике имиграције из многих других делова света. Њена напредна привреда је десета по величини на свету, ослањајући се углавном на своје богате природне ресурсе и добро развијене међународне трговинске мреже. Дуга и сложена веза Канаде са Сједињеним Америчким Државама, значајно је утицала на њену привреду и културу.
Канада је развијена земља и налази се на петнаестом месту по највишем номиналном приходу по глави становника на светском нивоу, као и десето место на Индексу хуманог развоја. Налази се у самом врху према међународним мерењима транспарентности власти, грађанских слобода, квалитета живота, економске слободе и образовања. Канада је крунска земља Комонвелта нација. Чланица је Франкофоније, као и неколико главних међународних и међувладиних институција или групација, укључујући Организацију уједињених нација, НАТО, Групе 7 (бивше Г8), Групе 10, Групе 20, Северноамеричког споразума о слободној трговини и форума Азијско-пацифичке економске сарадње.

## Етимологија
Иако постоје разне теорије о етимолошком пореклу ријечи Канада, назив који је општеприхваћен долази од лоренске ријечи каната, што значи „село” или „насеље”. Године 1535, аутохтоно становништво данашњег града Квебека користило је ту ријеч за усмјеравање француског истраживача Жака Картјеа ка селу Стадакона. Картје је касније ријечи Канада користио за цијелу област подређену поглавици Донакона, а не само за одређено село; од 1545. године, европске књиге и мапе почеле су да означавају малу област дуж ријеке Сен Лорен као Канада.
Од 16. до почетка 18. вијека „Канада” се односила на дио Нове Француске који се налази дуж ријеке Сен Лорен.

## Географија

### Положај
Канада заузима најсјевернији дио Сјеверне Америке. Протеже се од Атлантског океана на истоку до Тихог океана на западу, а са сјевера је запљускује Сјеверни ледени океан. Преко копна на југу се граничи само са САД, а са територијално издвојеном америчком савезном државом Аљаском се граничи на сјеверозападу. Граница између Канаде и САД представља најдужу небрањену границу на свијету. Морску границу дијели са Данском, тј. њеном аутономном територијом, Гренландом. По укупној површини, Канада је друга највећа држава на свијету послије Русије и највећа на америчком континенту. Од 1925. Канада полаже право на дио Арктика између 60° и 141° ЗГД, али ово њено право није опште прихваћено. Најсјеверније насеље у Канади и свијету је база канадске војске Алерт на сјеверном дијелу острва Елсмир, само 817 km од Сјеверног пола. Канада има најдужу морску обалу на свијету дугу 243.000 km.
Западно од Онтарија, простире се Велика равница до Стјеновитих планина, које је одвајају од Британске Колумбије. Готово половина Канаде отпада на Сјеверноканадску низију, која је на југу обрасла четинарском шумом, а према сјеверу прелази у мочварну и пусту тундру, па се на крају разбија на бројна острва Арктичког архипелага. На сјеверозападу Канаде, ријека Макензи, послије Мисисипија је најдужа ријека Сјеверне Америке. Истиче из Великог ропског језера ка Сјеверном леденом океану. Копнени дио сјеверне Канаде је окружен великим архипелагом у коме се налазе нека од највећих острва на свијету.

### Геологија и рељеф
Сјеверно од области Великих језера лежи широки Канадски штит, изграђен од прекамбријских стијена — гранита, гнајса и пјешчара. То је заравњена стјеновита област просјечне надморске висине од 100 до 500 m, обликована повлачењем леда у посљедњем леденом добу, богата рудама, језерима и ријекама. Територија Канаде је геолошки активна у свом западном дијелу, са бројним земљотресима и потенцијално активним вулканима, међу којима су Маунт Мигер, Маунт Гарибалди, Маунт Кејли и Маунт Едзиза. Ерупција вулкана Сијакс из 1775. је изазвала катастрофалне посљедице, убивши 2.000 припадника племена Нисга и уништењем њиховог насеља у долини ријеке Нас у сјеверној Британској Колумбији. Ерупција је произвела поток лаве дугачак 22,5 km и према легенди племена Нисга блокирала је ток ријеке Нас. Исток Канаде, које највећим дијелом заузима Канадски штит, је геолошки врло мирно и стабилно подручје.
Канада има више језера од било које државе и у њој се налази велики дио слатке воде у свијету. Канадски штит се на сјеверу и сјевероистоку наставља у виду великог броја острва у канадском Арктичком архипелагу, од којих су највећа Саутхемптон, Бафиново острво, Девон, Елсмир, Самерсет и друга.
Ријека Сен Лорен на свом ушћу образују највећи естуар на свијету, прије него што се улије у Залив Сен Лорен. Залив окружују Њуфаундленд на сјеверу и Канадско приморје на југу. Канадско приморје се продужује на исток дуж планина Апалачи, од сјеверне Нове Енглеске и полуострва Гаспе у Квебеку. Њу Брансвик и Нову Шкотску раздваја залив Фанди, у ком су забиљежене највеће разлике плиме и осеке на свијету. Језеро Онтарио и Хадсонов залив доминирају средњим дијелом Канаде.

### Воде
У Канади се налазе велике залихе воде; кроз њене ријеке протиче скоро 9% обновљивих водотокова у свијету, у њој се налази четвртина ритова на Земљи, а трећа је по броју глечера у свијету (иза Антарктика и Гренланда). Због знатног глацијалног процеса у Канади се налази више од 2 милиона језера; од оних који се налазе у потпуности унутар граница Канаде, њих више од 31.000 је површине између 3 и 100 km², док је 563 веће од 100 km².
Поред Великих језера на граници са Сједињеним Државама, остала већа језера су Велико ропско језеро, Винипег, Велико медвеђе језеро, Атабаска, Манитоба, Мало ропско језеро, Нипигон, Саками и други.
Канада располаже великим хидроенергетским потенцијалом. Ледницима обликоване долине ријека пружају повољне могућности за градњу хидроелектрана, међутим, већина ријека је залеђена више мјесеци током године, па се њихова вода не може искориштавати. Ријеке Канаде отичу у три океана и два залива: Тихи океан, Сјеверни ледени океан, Атлантски океан, Хадсонов залив и Мексички залив. У Тихи океан отичу Јукон, Колумбија и Фрејзер. Сливу Сјеверног леденог океана припада Макензи са својим притокама Атабаском, Лајардом и Писом, затим Копермајн, Елис и Бек. Најзначајнија ријека атлантског слива је Сен Лорен, а осим ње у Атлантик утичу и неке мање ријеке — Ромен, Литл Мекатина, Наташкуан и др. У Хадсонов залив се уливају ријеке Нелсон, Черчил, Северн, Олбани и Мус, док сливу Мексичког залива припада Млијечна ријека са својим притокама.

### Флора и фауна
Огромне ненасељене површине, посебно у планинским регионима и сјеверним регионима тундре, заузимају око 70% површине Канаде. То износи негдје око 20% свјетских ненасељених подручја (без Антарктика). Ипак, само мали дио тих површина је покривен шумом. Сјеверна шумска граница пролази источном обалом Лабрадора, преко полуострва Унгава у правцу југа, уз источну обалу Хадсоновог залива, наставља се кривудавом линијом у правцу сјеверозапада према доњем току Макензија и води даље према Аљасци. Сјеверно од шумске границе, у тундри, скоро да не постоји плодно земљиште. Вегетација јужније тундре се састоји из ниског шипражја, трава и оштрица. Негдје око десетина сјеверних дијелова тундре је покривена маховинама, типичним биљкама поларне пустиње.
Канада има 418 милиона хектара шума, тј. 41,9% укупне површине државе.
Гледано од сјевера према југу биоми Канаде су: тундра и тајга у арктичком дијелу, широколисне и мјешовите шуме умјерених предјела у источном дијелу земље, прерије у државама Алберта, Манитоба и Саскачеван и четинарске шуме умјерених предјела у Британској Колумбији.
Територија Канаде се простире у Холарктичком флористичком царству. У оквиру њега на крајњем сјеверу, обухватајући острва и континентални дио до Хадсоновог залива, издваја се Арктичка флористичка подобласт коју карактеришу тундре и тајге. Јужно, уз обалу Пацифика, па све до источних падина Кордиљера издваја се Сјеверноамеричко-пацифичка флористичка подобласт гдје су смјештене густе четинарске шуме цуге и тује. Од Кордиљера до Манитобе издваја се Сјеверноамеричко-преријска флористичка подобласт са мјешовитим листопадним шумама и преријама. На крајњем истоку Канаде од Манитобе до Лабрадора издваја се Сјеверноамеричко-атлантска флористичка подобласт са листопадним шумама јавора, букве и храста и четинарским шумама борова, смрче и ариша.
Јужно од шумске границе, од Аљаске до Њуфаундленда, простире се једно од највећих свјетских подручја црногоричне шуме. На истоку, од Великих језера, па све до обале океана, простиру се мјешовите шуме јавора, букве, брезе, бора, ариша и јеле. Долине на југу су покривене бјелогоричним дрвећем. Ту преовладава храст, кестен, јавор, брест и орах. У западним планинским предјелима се најчешће могу видјети смрча, дуглазија (Pseudotsuga menziesii) и усукани бор (Pinus contorta). На висоравнима расту између осталог топола и жути бор (Pinus ponderosa). Вегетацијом обале Пацифика доминирају густе шуме високог дуглезија, кедра (Cedrus) и јела. Прерија је превише сува да би у њој могло расти више од појединачних шумарака. У том предјелу се простире познати „појас житарица” — житница Канаде и САД.
У погледу фауне, Канада спада у Холарктичку зоогеографску област, гдје се на сјеверу до Хадсоновог залива издваја Арктичка зоогеографска подобласт, а на југу Канадска зоогеографска подобласт. Најкарактеристичније животињске врсте Канаде су: лос, вапити, шумски бизон, гризли, канадски рис, амерички дабар, визон, бизамски пацов, америчко бодљикаво прасе, канадска гуска и лештарка. На сјеверу, у арктичким предјелима живе бијели медвједи, поларна лисица, бијела сова, карибу, вук, морж и ендемично мошусно говече.

### Земљиште
На територији Канаде се простиру сљедећи типови тла: На крајњем сјевероистоку доминирају тла тундри, која се ка југу, све до Великих језера настављају на подзоли. У централном јужном дијелу Канаде су распрострањени чернозем и смеђа преријска тла. На Пацифичкој обали од границе са САД, па све до Бофоровог мора доминирају типична планинска тла.

### Клима
У Канади се може пронаћи неколико типова климе, чије простирање зависи од географског положаја и климатолошких фактора који дјелују на датом подручју. Према Кепеновој класификацији климата, највећи дио Канаде има влажну бореалну климу (Df). Крајњи југ Канаде, уз границу са САД има подтип влажне бореалне климе с топлим љетом (Dfb), док се сјеверније налази подручје влаже бореалне климе са свјежим љетом (Dfc). Зиме су оштре, с просјечним дневним температурама од –15 °C, а могу се спустити и испод −40 °C. У областима даљим од обале, снијег може да се задржи и до 6 мјесеци годишње. Просјечне највише температуре се крећу од 20 до 25 °C, док на обалама просјечна највиша љетња температура варира од 25 до 30 °C, са повременим екстремним врућинама у неким областима у унутрашњостима које прелазе 40 °C.
Западно приморје, у провинцији Британска Колумбија, је изузетак од генерално оштре климе земље. Ту преовладава умјерено влажни (океански) тип климе (Cf), односно њен подтип влажна суптропска клима (Cfa), а мјестимице (југ острва Ванкувер) се јавља и медитерански тип (Cs), с подтипом медитеранске климе са топлим љетима (Csb). Зиме су у овом подручју благе и кишовите. Крајњи сјевер земље има поларни тип климе (ET) са тундром као преовладавајућом вегетацијом.

## Историја

### Аутохтони народи
Аутохтони народи у данашњој Канади су Први народи и Инуити, док су касније настали и Метиси, средином 17. вијека када су Први народи и Инуити почели склапати бракове са Европљанима. Термин „абориџински” као збирна именица је специфичан жаргон који се користи у неким правним документима, укључујући Уставне акте из 1982. године.
Први становници Сјеверна Америке доселили су се из Сибира преко Беринговог копненог моста и стигли су најмање прије 15.000 година, иако све већи број доказа указује на још ранији долазак. Палеоиндијска археолошка налазишта у Олд Кров равнини и Блуфиш пећинама су два најстарија позната мјеста људског насељавања у Канади. Карактеристике канадских аутохтоних заједница биле су стална насеља, пољопривреда, сложена друштвена хијерархија и трговачке мреже. Неке од ових култура су пропале у вријеме доласка европских истраживача крајем 15. и почетком 16. вијека и откривене су само кроз археолошка истраживања.
Бројност аутохтоног становништва у вријеме првих европских насеља процењује се између 200.000 и 2.000.000, док бројку од 500.000 прихватила канадска Краљевска комисија за абориџинске народе. Као последица европске колонизације, бројност аутохтоног становништва у Канади је опала за 40—80%, а неки од Првих народа, као што су Беотуци, су нестали. Паду бројности се приписује неколико узрока, укључујући пренос европских болести, као што су грип, мале и велике богиње, на оне који нису имали природни имунитет, сукобе око трговине крзном, сукобе са колонијалним властима и досељеницима, одузимање земље и накнадне пропасти неколико народа.
Иако без сукоба, рана интеракција Европских Канађана са Првим народима и Инуитима била је релативно мирна. Први народи и Метиси играли су критичну улогу у европским колонијама у Канади, посебно за њихову улогу у пружању помоћи европским путујућима шумарима и војажерима у истраживању континента током сјеверноамеричке трговине крзном. Круна и аутохтони народи успоставили су интеракцију током периода европске колонизације, иако су Инуити, уопштено, имали ограничену интеракцију са европским досељеницима. Међутим, од краја 18. вијека, Европски Канађани су охрабљивали аутохтоне народе да се асимилују у њихову културу. Ови покушаји су достигли врхунац крајем 19. и у 20. вијеку са присилном интеграцијом и пресељењем. У току је правни поступак, који је започео са оснивањем Комисије за истину и помирење коју је именовала Влада Канаде.

### Европска колонизација
Први познати покушај европске колонизације започели су Нордијци, накратко населивши Ланси Медоуз у данашњем Њуфаундленду, око 1000.те године. Друга европска истраживања нису се дешавала све до 1497. године, када је млетачки поморац Џон Кабот истраживао канадску обалу Атлантског океана и у име краља Хенрија VII положио претензије на територију. Баскијски и португалски поморци успоставили су сезонски китолов и рибарске испоставе дуж атлантске обале почетком 16. вијека. Године 1534, француски истраживач Жак Картје истраживао је залив Сен Лорен гдје је 24. јула поставио крст 10 m висок са натписом „Нека дуго живи краљ Француске” и преузео је поседовање територије Нова Француска у име краља Франсоа I. Насеља су углавном била краткотрајна, вероватно због сличности испостава направљених у Скандинавији и сјеверној Канади и проблема навигације трговачких рута у то време.
Године 1583, Хемфи Гилберт краљевским прерогативом краљице Елизабете I основао је Сент Џонс, први енглеску колонију у Сјеверној Америци. Француски истраживач Самјуел де Шамплен стигао је 1603. на ова подручја, и основао прва стална европска насеља у Порт Ројалу (1605) и Квебеку (1608). Међу колоностима Нове Француске, Канадијенци су обилато насељавали долину ријеке Сен Лорен, Акадијци насељавали данашње Приморске покрајине, док су трговци крзном и католички мисионари истраживали Велика језера, залив Хадсон и слив Мисисипија у Луизијани. Дабарски ратови су избили средином 17. вијека због контроле над сјеверноамеричком трговином крзном.
Енглези су успоставили додатна насеља у Њуфаундленду, почевши 1610, а Тринаест колонија на југу основано је убрзо након тога. Низ од четири рата избио је у колонијалној Сјеверној Америци између 1689. и 1763. године; ратови из каснијег периода представљају сјеверноамеричко ратиште Седмогодишњег рата. Копнена Нова Шкотска пала је под британску власт Утрехтским споразумом 1713. године, а Канада и већина Нове Француске пале су под британску власт послије Седмогодишњег рата, тј. 1763. године.
Краљевским прогласом из 1763. године, успостављена су права Првих народа. Основана је Покрајина Квебек изван Нове Француске, а острва Кејп Бретон су припојена Новој Шкотској. Оство Сент Џон (данас Острво Принца Едварда) постало је одвојена колонија 1769. године. Да би се спријечио сукоб у Квебеку, британски парламент усвојио је Акт о Квебеку 1774. године, проширујући територију Квебека на Велика језера и долину ријеке Охајо. Актом је поново уведен француски језик, римокатоличка вјероисповијест и француско грађанско право. Проглас и Акт о Квебеку разбјеснили су многе становнике тринаест колонија, подстичући антибританско расположење у годинама пред избијање Америчке револуције.
Париским миром из 1783. призната је америчка независност, а територије Британске Северне Америке које се налазе јужно од Великих језера су уступљене Сједињеним Државама. Њу Брансвик је издвојен из Нове Шкотске у склопу реорганизације лојалистичких насеља у Приморју. Да би се угодило енглеским лојалистима у Квебеку, Уставни акт из 1791. године поделио је ову покрајину на француску Доњу Канаду (касније Квебек) и енглеску Горњу Канаду (касније Онтарио), додјељујући свакој изборну законодавну скупштину.
Канаде су биле главни фронт у Рату из 1812. године, који се водио између Сједињених Држава и Уједињеног Краљевства. Мир је склопљен 1815. године, без територијалних промијена. Имиграција је настављена на вишем нивоу, процењујући на више од 960.000 досељеника у перидоу 1815—1850. Нова досељавања су укључивала избеглице које су бјежале од Велике глади у Ирској, као и гелске Шкоте расељене у Рашчишћавању висоравни. Заразне болести су однеле 25—33% живота Европљана, који су имигрирали у Канаду пре 1891. године.
Потребна за одговорном влашћу резултовала је Побуном из 1837. године. Извештај о пословима Британске Сјеверне Америке накнадно је предложио одговорну власти и асимилацију француских Канађана у енглеску културу. Актом о Унији Канаде су спојене у уједињену Покрајину Канаду и одговорна власт је основана у свим покрајинама Британске Северне Америке 1849. године. Потписивањем Орегонског споразума, Уједињено Краљевство и Сједињене Државе су 1846. године окончале спор око границе у Орегону, проширујући границу на запад дуж паралеле 49°. Тиме је отворен пут за британске колоније на Ванкуверским острвима и у Британској Колумбији. Године 1867, исте године када је створена Канадска Конфедерација, Британија је одбила да за Канаду купи Аљаску, која је до тада била под контролом Руске Империје. Како је Русија продала Аљаску САД уместо њима, јасно су одређене границе Канаде, иако је и даље било неких спорова о тачној демаркацији граница Аљаске и Јукона, као и Аљаске и Британске Колумбија.

### Конфедерација и ширење
Након неколико уставних конференција, Уставним актом 1. јула 1867. године званично је проглашена Канадска Конфедерација, коју су првобитно чиниле четири покрајине: Онтарио, Квебек, Нова Шкотска и Њу Брансвик. Канада је преузела контролу над Рупертовом земљом и Сјеверозападну канадску територију, формирајући Сјеверозападне територије, гдје је незадовољство Метиса изазавало Побуну у Црвеној Ријеци, што је довело до стварање покрајине Манитоба у јулу 1870. године. Британска Колумбија и Ванкуверско Острво (које су се сјединиле 1866. године) придружиле су се конфедерацији 1871, док се Острво Принца Едварда придружило 1873. године.
Како би отворили Запад за европску имиграцију, парламент је одобрио спонзорство за изградњу три трансконтиненталне железнице (укључујући Канадску пацифичку железницу), омогућавајући насељавање у прерији Актом о земљама Доминиона и успостављајући Сјеверозападну коњичку полицију како би потврдила своју власт у овој територији. Године 1898, током Клондајшке златне грознице у Сјеверозападним територијама, парламент је створио територију Јукон. Алберта и Саскачеван су постале покрајине 1905. године.

### Рани 20. вијек
С обзиром да је Уједињено Краљевство и даље држало контролу над спољним пословима Канаде, према Акту о Конфедерацији, њена објава рата тадашњој Њемачкој и Аустроугарској 1914. године, аутоматски је сврстало Канаду међу учеснике Првог свјетског рата. Добровољци су слати на Западни фронт каније су постали дио Канадског корпуса, који је имао значајну улогу у бици код побрђа Вими и другим важним биткама у рату. Од отприлике 625.000 Канађана који су учествовали у рату, погинуло је око 60.000, а око 172.000 је рањено. Регрутска криза је избила 1917. године када је унионистички кабинет предложио да се повећа све мањи број активних припадника војске. Регрутација се сусрела са жестоким противљењем франкофонских Квебечана. Актом о војној служби, војна служба је постала обавезна, која је заједно са спором о школама на француском језику изван Квебека, дубоко отуђио франкофонске Канађане и привремено подјелио Либералну партију. Године 1919, Канада се независно од Уједињеног Краљевства придружила Друштву народа, а Вестминстерским статутом 1931. потврђена је независност Канаде.
Велика криза у Канади током раних тридесетих година 20. века довела је до економског пада, што је довело до потешкоћа широм земље. Као одговор економском паду, Федерација кооперативног Комонвелта у Саскачевану уводи многе елементе социјалне државе четрдесетих и педесетих година. По савјету предсједника Владе, Вилијама Лајона Макензија Кинга, краљ Џорџ VI је објавио рат Њемачкој 10. септембра 1939. године, седам дана послије Уједињеног Краљевства. Кашњење је нагласило независност Канаде.
Прве јединице Армије Канаде стигле су у Уједињено Краљевство у децембру 1939. Више од милион Канађана је служило у оружаним снагама током Другог свјетског рата, од чега је отприлике 42.000 погинуло, а око 55.000 рањено. Канадске снаге су одиграле важну улогу у многим кључним биткама рата, укључујући напад на Дјеп 1942, Савезничку инвазију Италије, искрцавање у Нормандији, битку за Нормандију и битку код Шелда 1944. године. Канада је пружила азил холандском монарху током окупације земље и дала је велики допринос за ослобођење Холандије од њемачке окупације. Канадска економија се развила током рата, јер је њена индустрија производила војни материјал за Канаду, Уједињено Краљевство, Кину и Совјетски Савез. Упркос другој Регрутској кризи у Квебеку 1944. године, Канада је крај рата дочекала са развијеном војском и снажном економијом.

### Савремено доба
Велика криза довела је до тога се Доминион Њуфаундленд одрекне одговорне владе 1934. године и да постане крунска колонија којом управља британски гувернер. Након два референдума, Њуфаундлендери се изјашњавају 1949. године за придруживање Канади као покрајина.
Канадски послије ратни привредни раст, у комбинацији са политикама напредних либералних влада, довео је до појаве новог канадског идентитета, који се истицао новоусвојеном заставом Јаворовог листа 1965. године, спровођењем званичног двојезичја (енглески и француски) 1969. године и институцијом званичног мултикултурализма 1971. године. Социјалдемократски програми такође су покренути, као што је здравствена заштита, пензиони план и студентски кредити, иако су покрајинске владе, посебно Квебек и Алберта, увођење многих програма сматрале нарушавањем њихових надлежности.
На крају, низ уставних конференција довео је до усвајања Акта о Канади, издвајајући канадски устав из Уједињеног Краљевства, истовремено са стварањем Канадске повеље о правима и слободама. Канада је успоставила потпуни суверенитет као независна земља, иако је Краљица задржала дужност монарха Канаде. Године 1999, Нунавут је постао трећа канадска територија након низа преговора са федералном владом.
У исто вријеме, у Квебеку који је био изложен дубоким социјалним и економским промјенама кроз Тиху револуцију шездесетих година 20. вијека, настао је секуларни националистички покрет. Радикални Фронт за ослобођење Квебека проузроковао је Октобарску кризу са низом бомбашких напада и отмица 1970. године и суверенистичка Квебечка партија која је изабрана 1976. године, организовала је неуспјешни референдум о ојачању суверенитета 1980. године. Покушаји да се квебешки национализам уврсти у устав кроз Договор Мич лејк пропали су 1990. године. То је довело до оснивања Квебешког блока у Квебеку и јачања Реформске партије Канаде на западу. Други референдум је одржан 1995. године, на коме је сувереност одбачена веома малом разликом од 50,6%—49,4%. Године 1997, Врховни суд одлучио је да би једнострана сецесија покрајина била неуставна и затим је Парламент усвојио Акт о чистоћи, у коме су дефинисани разлози договореног напуштања Конфедерације.
Поред питања суверености Квебека, многа питања су потресала канадско друштво крајем осамдесетих и почетком деведесетих година 20. вијека. Неке од њих су експлозија лета 182 Ер Индија 1985. године, која је највеће масовно убиство у канадској историји; масакр у Политехничкој школи 1989. године, масовна пуцњава на ученице школе и Ока криза 1990. године, први од бројних насилних сукоба између владе и аутохтоних скупина. Канада се придружила Заливском рату 1990. као дио коалиције на челу са САД и била је активна у неколико мирнових мисија током деведесетих, као што је Унпрофор у бившој Југославији. Године 1999, на челу са САД, Канада се придружила другим чланицама НАТО-а, и без одобрења Савјета безбједности, бомбардовала тадашњу Савезну Републику Југославију.
Канада је 2001. године такође послала трупе у Авганистан, али је одбила да се придружи америчкој инвазији на Ирак 2003. године. Канадске снаге су 2011. године учествовале у интервенцији под водством НАТО-а у Либијском грађанском рату, и такође се укључила у борби против Исламске државе у Ираку средином другог десетљећа 21. вијека.

## Политички систем
Канада је парламентарна уставна монархија, а монархија у Канади је основа на извршној, законодавној и судској власти. Канадска монархија је посебан правни систем од монархије у Уједињеном Краљевству, иако се на двије дужности налази исти појединац. Суверен је краљ Чарлс III, који је такође монарх 15 других држава Комонвелта нација и сваке од 10 канадских покрајина. Као такав, краљев представник, генерални гувернер Канаде (тренутно Мери Меј Сајмон), врши већину федералних краљевских дужности у Канади.
Непосредно учешће краљевских и вицекраљевских личности у подручју управљања је ограничено. У пракси, њиховим извршним овлашћењима руководи Кабинет, комитет министара Круне који одговарају Доњем дому а које је изабрао предсједник Владе Канаде (тренутно Марк Карни), који је уједно и шеф владе. Генерални гувернер или монарх могу, међутим, у одређеним кризним ситуацијама вршити своја овлашћења без обавјештења министрима. Да би се осигурала стабилност владе, генерални гувернер ће обично на дужност предсједника Владе поставити особу која је тренутни вођа политичке партија која може добити подршку већине у Доњем дому. Канцеларија предсједника Владе једна је од најмоћнијих институција у влади, која покреће гласање већине закона у скупштини и бира генералне гувернере, лејтенанд гувернере, сенаторе, федералне судије, шефове Крунских корпорација и владиних агенција за именовања од стране Круне. Воћа друге по бројности партије постаје Вођа лојалне опозиције Њеног Височанства и дио је парламентарног систем у сијенци који врши провјере владе.
Сваки од 343 чланова парламента у Доњем дому изабран је простом већином у изборним јединицама или рајдинзима (енгл. riding). Опште изборе мора да распише генерални гувернер, или препоруком предсједника Владе или због губитка владине већине у Доњем дому. Према уставу, избори се могу одржати не дуже од пет година послије претходних избора, али је то по тренутном закону о изборима Канаде ограничено на четири године са одређеним датумом у октобру. 105 чланова Сената, чија се сједишта дијеле неравномерно према регионалној основи, на дужности остају до 75 године, а именује их генерални гувернер на препоруку премијера. Пет странака је имало своје представнике у федералном парламенту 2015. године: Либерална партија Канаде (тренутно владајућа), Конзервативна партија Канаде (тренутно опозициона), Нова демократска партија, Квебешки блок и Зелена партија Канаде.
Канадска федерална структура дијели владине надлежности између федералне владе и десет покрајина. Покрајинско законодавство је једнодомо и дјелује на парламентарни начин, слично Доњем дому. Три канадске територије такође имају своја законодавства, али она нису суверена и имају мање уставних обавеза од покрајинских. Територијална законодавства се структурно разликују од покрајинских.
Банка Канаде је централна банка земље. Поред тога, министар финансија и министар индустрије користе агенцију Статистике Канаде за финансијско планирање и развој привредне политике. Банка Канаде је једини ауторитет овлашћен за издавање валуте у облику Канадских банковних новачница. Банка Канаде не издаје ковани новац; то ради Краљевска канадска ковница.

### Право
Устав Канаде највиши је правни акт земље и састоји се од писаног текста и неписаних правних традиција и правила. Уставни акт 1867. године (до 1982. познат као Акт о Британској Сјеверној Америци) успоставио је управу на основама парламентарног преседана и подијелио је власт између федералне и покрајинских влада. Вестминстерски статут 1931. године гарантовао је пуну аутономију, а Уставним актом 1982. године, који је окончао све законске везе са УК, додата је Повељу о правима и слободама. Повеља гарантује основна права и слободе које обично оспорити било која власт, иако на основу 33. члана Повеље федерални парламент и покрајинска законодавна тијела могу заобићи одређене дијелове Повеље у периоду од 5 година.
Актом којим се поштују Индијанци, или само Индијанским актом, успостављају се различити уговори и прецедентно право како би посредовали у односима између Европљана и аутохтоних народа. Најзаступљенији, низ од 11 уговора који су познати као Нумерисани уговори, потписани су између старосједилаца и владајућег монарха Канаде између 1871. и 1921. године. Ови уговори су споразуми са канадском Круном у савјету, руковођени Абориџинским правом, а надгледао их је министар крунско-старосједилачких односа и сјеверних питања. Улога уговора и права која су подржана чланом 35. Уставног акта из 1982. године. Ова права могу укључивати пружање услуга, као што је здравствена заштита и ослобођење од пореза. Правни и политички оквири у склопу којих су Канада и Прве нације дјеловале додатно су формализоване 2005. године, кроз политички споразум између Првих нација и Федералне Круне.
Канадско правосуђе игра важну улогу у тумачењу закона и има овлашћења да одбаци акте парламента који крше устав. Врховни суд Канаде је највиши суд и коначни арбитар, а од 18. децембра 2017. године предводи га шеф правосуђа Ричард Вагнер. Има 9 чланова које именује генерални гувернер Канаде на приједлог премијера и министра правде. Све судије на највишем и апелационим нивоима се именују након консултација са невладиним правним тијелима. Федерални кабинет такође именује судије у вишим судовима у покрајинама и територијама.
Англосаксонско опште право преовладава у свим покрајинама осим у Квебеку, у ком преовладава француско грађанско право. Кривично право је искључивао федерална одговорност и јединствено је у цијелој Канади. Спровођење закона, што укључује и кривичне судове, званично је одговорност покрајина, коју спроводе покрајинске и општинске полицијске снаге. Међутим, у већини руралних подручја и неким урбаним подручјима, полицијска одговорност је повјерена Краљевској канадској коњичкој полицији.

### Покрајине и територије
Канада је федерација сачињена од 10 покрајина и 3 територије. Ове територијалне јединице се могу груписати у четири веће регије: Западну Канаду, Средњу Канаду, Атлантску Канаду и Сјеверну Канаду (Источна Канада означава заједно Средњу Канаду и Атлантску Канаду). Покрајине имају виши степен аутономије од територија, а имају и одговорност за социјалне програме, као што су здравствена заштита, образовање и социјална помоћ. Заједно, покрајине прикупљају више пореза него федерална влада, што је чини готово јединственом структуром међу федерацијама на свијету. Користећи своја овлашћења за потрошњу, федерална влада може увести националне законе на подручју покрајина, као што је Акт о здравству; покрајине могу саме да се изузму од тих закона, али се то ријетко спроводи у пракси. Федерална влада донијела је равномјерну расподјелу исплата како би осигурала да између богатијих и сиромашнијих покрајина воде разумно једнаки стандарди услуга и пореза.
| №  | Заст.             | Грб | Админ. јединица           | ISO код | Главни град | Највећи град | Површина (km²) | Становн. (2017) | Званични језик                                                            |
| -- | ----------------- | --- | ------------------------- | ------- | ----------- | ------------ | -------------- | --------------- | ------------------------------------------------------------------------- |
|    | Покрајине Канаде  |     |                           |         |             |              |                |                 |                                                                           |
| 1  |                   |     | Онтарио                   |         | Торонто     | Торонто      | 1.076.395      | 14.279.196      | енглески                                                                  |
| 2  |                   |     | Квебек                    |         | Квебек      | Монтреал     | 1.542.056      | 8.356.851       | француски                                                                 |
| 3  |                   |     | Нова Шкотска              |         | Халифакс    | Халифакс     | 55.284         | 957.600         | енглески                                                                  |
| 4  |                   |     | Њу Брансвик               |         | Фредериктон | Сент Џон     | 72.908         | 760.868         | енглески француски                                                        |
| 5  |                   |     | Манитоба                  |         | Винипег     | Винипег      | 647.797        | 1.343.371       | енглески                                                                  |
| 6  |                   |     | Британска Колумбија       |         | Викторија   | Ванкувер     | 944.735        | 4.841.078       | енглески                                                                  |
| 7  |                   |     | Острво Принца Едварда     |         | Шарлоттаун  | Шарлоттаун   | 5.660          | 152.784         | енглески                                                                  |
| 8  |                   |     | Саскачеван                |         | Реџајна     | Саскатун     | 651.036        | 1.168.057       | енглески                                                                  |
| 9  |                   |     | Алберта                   |         | Едмонтон    | Калгари      | 661.848        | 4.306.039       | енглески                                                                  |
| 10 |                   |     | Њуфаундленд и Лабрадор    |         | Сент Џонс   | Сент Џонс    | 405.212        | 528.817         | енглески                                                                  |
|    | Територије Канаде |     |                           |         |             |              |                |                 |                                                                           |
| 11 |                   |     | Сјеверозападне територије |         | Јелоунајф   | Јелоунајф    | 1.346.106      | 44.718          | енглески, француски, дене сулине, кри, догриб, гвич'ин, инуктикут, слејви |
| 12 |                   |     | Јукон                     |         | Вајтхорс    | Вајтхорс     | 482.443        | 38.669          | енглески француски                                                        |
| 13 |                   |     | Нунавут                   |         | Икалуит     | Икалуит      | 2.093.190      | 38.243          | енглески, француски, инуктитут, инуинактун                                |
| —  |                   |     | Канада                    |         | Отава       | Торонто      | 9.984.670      | 35.151.728      | енглески француски                                                        |

### Спољни односи и оружане снаге
Канада је призната као средња сила према својој улози у међународним односима са тенденцијом бављења мултилатералним питањима. Канадска спољна политика заснована је на међународном миротворству, а безбједност се спроводи кроз коалиција и међународне организације, као и кроз рад бројних федералних институција. Канадска миротворна улога током 20. вијека играла је важну улогу при стварању глобалне слике о њој. Стратегија канадске владе о политици спољне помоћи одражава нагласак на испуњењу Миленијумских циљева развоја, а такође и пружање помоћи као одговора на иностране хуманитарне кризе.
Канада је једна од држава оснивача Организације уједињених нација, а такође и чланица Свјетске трговинске организације, Групе 20 и Организације за економску сарадњу и развој. Канада је такође чланица разних других међународних и регионалних организација и форума за привредна и културна питања. Канада се Међународном пакту о грађанским и политичким правима придружила 1976. године, док се Организацији америчких држава придружила 1990. године и била је домаћин Генералне скупштине ОАД 2000. и 3. самита Америка 2001. године. Канада настоји проширити своје везе са привредама Пацифичког прстена кроз чланство у Азијско-пацифичкој економској сарадњи.
Канада и Сједињене Америчке Државе дијеле најдужу незаштићену државну границу, сарађују у војним кампањама и вјежбама, а представљају и највеће трговинске партнере једни другима. Канада ипак има независну спољну политику, која се највише одражава кроз пуне односе са Кубом, као и одбијању да званично учествује у инвазији на Ирак 2003. године. Канада такође одржава историјске везе са Уједињеним Краљеством и Француском и другим бившим британским и француским колонијама, кроз своје чланство у Комонвелту нација и Франкофонији. Примјетни су добри односи Канаде са Холандијом, дјелимично захваљујући канадском учешћу у ослобођењу Холандије у Другом свјетском рату.
Канада има професионалну војску коју чини око 23.000 редовних и 17.000 резервних војника, као и 5.000 канадских ренџера и 3.000 цивилних упосленика у војним структурама. Осим војног персонала, оружане снаге Канаде чине и друге наоружане формације које све укупно достижу бројку од 119.000 људи, а до 2020. Министарство одбране Канаде планира повећање овог броја на 124.000. Војска Канаде се састоји од копнене војске, ваздухопловства и морнарице. Од импозантне морнарице, у свом арсеналу Канада располаже са 2-3 велика носача, 15 ратна брода, један арктички војни брод, и 10-12 патролних бродова, као и бројним мањим бродовима.
Јака повезаност англофоног дела Канаде са Уједињеним Краљевством и Комонвелтом допринело је великом учешћу Канаде у британској кампањи у Другом бурском рату, Првом и Другом светском рату, као и ратовима након овог. Канада је била једна од оснивача Уједињених нација 1945. и НАТО пакта 1949. Током Хладног рата, Канада је значајно учествовала у снагама Уједињених нација у Корејском рату. Заједно са САД, Канада је основала Сјеверноамеричку команду за противваздушну одбрану против потенцијалних напада из ваздуха из Совјетског Савеза.

## Привреда
Канада је једна од најбогатијих држава на свијету, са високим приходима по глави становника, и члан је Организације за економску сарадњу и развој и Г7. По обиму трговине она је међу првих десет држава свијета. Економија у Канади је мешовита. Од почетка 1990-их, канадска привреда је брзом успону, са ниским стопама незапослености и суфицитима на савезном нивоу. Данас, Канада подсјећа на САД по тржишно оријентисаном привредном систему, моделу производње, као и високом животном стандарду.
У фебруару 2009, национална стопа незапослености је била 7,77%. Покрајинска стопа незапослености варира од ниске: 3,6% у Алберти до високе од 14,6% у Њуфаундленду и Лабрадору.
У прошлом вијеку, раст индустрије, рударства, као и услужног сектора је трансформисао државу углавном руралне економије у претежно индустријску и урбану земљу. Као и у свим богатим државама, канадском привредом доминира услужни сектор, која запошљава око три четвртине Канађана. Међутим, Канада је необична међу развијеним земљама по значају примарног сектора, пошто су дрвна и нафтна индустрије двије најважније индустрије у Канади.
Канада је једна од ријетких развијених земаља која је извозник енергената. У Атлантском океану, Канада има огромне резерве природног гаса, а налазишта нафте и гаса су сконцентрисана и у Алберти. Атабаскански катрански пијесак пружа Канади друге по величини резерве нафте у свијету, одмах иза Саудијске Арабије У Квебеку, Британској Колумбији, Њуфаундленду и Лабрадору, Њу Брансвику, Онтарију, Манитоби и Јукону, хидроелектране представљају јефтин и чист извор обновљивих извора енергије.
Канада је један од најважнијих свјетских снабдјевача пољопривредним производима. Канадске прерије су један од највећих произвођача пшенице, уљане репице и других житарица. Канада је највећи свјетски произвођач цинка и уранијума и свјетски лидер у производњи других природних ресурса, као што су злато, никл, алуминијум и олово.
Многи градови у сјеверном дијелу земље се налазе у близини рудника или подручја под шумом. Такође, Канада има значајан индустријски сектор сконцентрисан у јужном Онтарију и Квебеку, са аутомобилском и ваздухопловном индустријом као посебно важнима.
Економска интеграција са САДом се значајно повећала после Другог свјетског рата. То је натјерало Канађане да се забрину за културну и економску аутономију у доба глобализације и америчких телевизијских емисија, филмова и корпорација које су постале свеприсутне. Трговинским споразум о аутомобилским производима из 1965. уклоњене су царине за трговину производима ауто-индустрије. Током 1970-их бриге око енергетске самодовољности и страног власништва у индустријском сектору приморали су либералну владу Пјера Трудоа да уведе Национални енергетски програм и оснује Агенцију за надзор страних улагања.
Током 1980-их, прогресивни конзервативци Брајана Малрунија укинули су НЕП и промјенили име Агенције за надзор страних улагања у Инвестиције Канада у циљу подстицања страних улагања. Споразум о слободној трговини Канаде и Сједињених Држава из 1988. елиминисао је царине између двије земље, док је Сјеверноамерички споразум о слободној трговини (НАФТА) из 1990. проширио зону слободне трговине и на Мексико.
Средином 1990-их, либерална влада Жана Кретјена почела је да пријављује годишњи буџетски суфицит и полако да отплаћује национални дуг. Од 2001. године Канада је избегавала економску рецесију и задржала је најбоље укупне економске учинке међу чланицама Г8. Свјетска економска криза из 2008. проузроковала је рецесију у Канади и могућност повећања незапослености у земљи до 10%. Упркос глобалној рецесији, тржишту рада у Канади је и даље потребно неколико стотина хиљада страних радника.

### Саобраћај
С обзиром на њен географски положај, Канада има добро развијену, али не тако густу саобраћајну мрежу. Највећи транзит се остварује у уском појасу уз границу са САД, не ширем од 200-300 km. Друмски саобраћај је интензиван у појасу од Онтарија до Ванкувера. Од Викторије на пацифичкој обали до Сент Џонса на атлантској обали изграђен је Трансканадски ауто-пут у дужини од 8.000 km, који је једини ауто-пут у овој држави. Од Торонта полази пут 401, са чак 16 коловозних трака, што га чини једним од најширих путева на свијету.
Како су сјеверни дијелови државе неприступачни за друмски саобраћај, ваздушни саобраћај игра велику улогу. Постоји чак 75 авио-компанија укључујући и државну ЕрКанаду. Међународни аеродроми налазе се у следећим градовима — Торонто, Квебек, Монтреал, Калгари, Едмонтон, Халифакс и Ванкувер.
Жељезнички саобраћај доживео је процват током 19. вијека, захваљујући успјешној владиној промоцији овог вида превоза. Међутим, током 1930-их година железница губи значај, а главни кривац била је експанзија друмског саобраћаја. Данас жељезнички саобраћај обављају ВИА Рејл Канада и бројне приватне компаније.
Главне луке у Канади се налазе на ушћу ријеке Сен Лорен и у Ванкуверу. Највећи значај за унутрашњи водени саобраћај имају Велика језера, захваљујући вјештачким каналима којима су повезана током 19. вијека. У прошлости саобраћај на ријекама се обављао у кануима, а данас за то служе бродови.
Велики канадски градови попут Торонта и Монтреала још од средине 20. вијека имају изграђене метрое. Калгари и Едмонтон од 1980-их имају лаки метро, док у Квебеку постоје чак и тролејбуси.

## Демографија
Према попису становништва 2016. године Канада је имала 35.151.728 становника, што је око 5,0% више од 2011. године. Између 2011. и маја 2016. године, број становника Канаде је порастао за 1,7 милиона људи, од чега 2⁄3 чине имигранти. Између 1990. и 2008. године, број становника је порастао за 5,6 милиона људи, што је раст од укупно 20,4%. Главни покретачи раста становништва су имигранти и, у мањој мјери, природни раст.
Канада има једну од највиших стопа имиграције по глави становника на свијету, углавном због економске политике и, у мањој мјери, спајања породица. Канадска јавност, као и главне политичке партије, подржавају тренутни ниво имиграције. Године 2014, укупно 206.400 имиграната је примљено у Канаду. Канадска влада представила процјену према којој се у наредним годинама очекује прилив између 280.000 и 305.000 сталних становника. Нови имигранти се углавном насељавају у главним градским подручјима, као што су Торонто, Монтреал и Ванкувер. Канада такође прихвата велики број избјеглица, примајући више од 10% годишње глобално расељених лица.
Густина насељености Канаде је 3,7 ст/km², што је једна од најнижих на свијету. Канада се простире од 83. сјеверне паралеле до 41. сјеверне паралеле, док се приближно 95% становништва налази јужно 55. сјеверне паралеле. Око 4⁄5 становништва живи уз 150 km дугу државну границу са Сједињеним Америчким Државама. Најгушће насељени дио земље, који чини око 50% становништва, јесте Коридор Квебек Сити—Виндзор, који се налази у јужним Квебеку и јужном Онтарију дуж Великих језера и ријеке Сен Лорен. Додатних 30% живи дуж Ловер-Мејнленда у Британској Колумбији и у Коридору Калгари—Едмонтон у Алберти.
Заједно са многим другим развијеним земљама, Канада доживљава демографску транзицију према старијем становништву, са све више пензионера и све мање запослених људи. Године 2006, просјечна старост је била 39,5 године, док је 2011. године била отприлике 39,9 година.
Од 2013. године, просјечан животни вијек Канађана је 81 година. Већина Канађана (69,9%) живи у породичним домаћинствима, 26,8% живи само, док 3,7% живи са другим лицима. Просјечно домаћинство 2006. године чиниле су 2,5 особе.

### Етничке групе
Према попису становништва 2016. године, највећи број становника се према етничком поријеклу изјаснио као Канађани (око 32%), затим слиједе Енглези (18,3%), Шкоти (13,9%), Французи (13,6%), Ирци (13,4%), Нијемци (9,6%), Кинези (5,1%), Италијани (4,6%), Први народи (4,4%), Индијци (4,0%) и Украјинци (3,9%). Постоји 600 признатих скупине Првих народа, које укупно броје 1.525.565 људи. Канадско домородачко становништво има скоро два пута већи природни прираштај од државног просјека, док се 2006. године скоро 4% становништва изјаснило као припадници једног од домородачких народа. Још 22,3% становништва припада недомородачкој видљивој мањини. Године 2016, највећа видљива мањина су били Јужноазијати (5,6%), Кинези (5,1%) и Црнци (3,5%). Између 2011. и 2016. године, видљива мањина је порасла за 18,4%. Године 1961, мање од 2% становништва (око 300.000 људи) били су припадници видљиве мањине. Домородачко становништво се не сматра видљивом мањином према Акту о непристрасности запошљавања и ову дефиницију такође користе Статистике Канаде.

### Религија
Подршка верском плурализму је важан део канадске политичке културе. Према попису из 2001. 77,1% Канађана су се изјаснили као хришћани, а од тога католици чине највећу групу (43,6% свих Канађана). Највеће протестантске заједнице су Уједињена црква Канаде (9,5%), затим англиканци (6,8%), баптисти (2,4%), лутерани (2%), остали хришћани 4,4%. Око 16,5% Канађана се изјаснило као атеисти, а преосталих 6,3% припада нехришћанским деноминацијама, од којих су најзначајнији ислам (1,9%) и јудаизам (1,1%).

### Језици
Енглески и француски језик су два службена језика Канаде. Двојезичност у Канади је законски загарантована Повељом о правима и слободама. Ова два језика се равноправна у федералним судовима, парламенту и у другим федералним установама.
Енглески је матерњи језик 59,7% а француски 23,2% становништва. 98,5% Канађана прича енглески или француски. Иако 85% франкофоног становништва живи у Квебеку, постоји значајна франкофонска популација и у Онтарију, Алберти, Манитоби и атлантским покрајинама.
Неколико индијанских језика такође има службени статус у Северозападним територијама. Инуктитут је већински језик у Нунавуту и један од три службена језика у тој територији. 200.725 држављана Канаде (6% од укупног становништва) говори неки од домородачких језика као матерњи, а најраспрострањенији је кри (120.000).
Неслужбени језици се исто така важни у Канади, пошто се 5.202.245 грађана изјаснило за неки други језик као матерњи Од значајнијих неслужбених језика најзначајнији су кинески (853.745 говорника), италијански (469.485), немачки (438.080), и пенџапски (271.220).

## Култура
Канадска култура је историјски била под утицајем британске, француске и домородачких култура и обичаја. Она је такође под великим утицајем америчке културе, због близине Сједињених Држава и миграција између две државе. Велика већина енглеских досељеника у Канаду између 1755. и 1815. су били Американци из 13 колонија (United empire loyalists). Они су избегли из Сједињених Држава због верности Великој Британији током Америчког рата за независност, или су се доселили због обећања да ће добити земљу у замену за оданост Британској монархији.
Амерички медији и забава су популарни у англофоној Канади. Такође, многа канадска дела културе и забаве су популарна у Сједињеним Државама и широм света. Популарни поп и рок музичари из Канаде су Брајан Адамс, Пол Енка, Мајкл Бубле, Леонард Коен, Селин Дион, Нели Фуртадо, Аврил Лавињ, Аланис Морисет, Данијел Потер и Шанаја Твејн. Познати глумци су Џим Кери, Ден Акројд, Доналд Садерланд, Мајкл Џеј Фокс, Памела Андерсон, Наташа Хенстриџ.
Програми федералне владе помажу законски и финансијски посебне канадске облике културе. На томе раде државна телевизија CBC, Национални филмски одбор Канаде и Канадска радио-телевизијска и телекомуникациона комисија (CRTC).
Канада је просторно огромна и етнички веома разноврсна земља. На канадску културу су јако утицале културе из свих делова света. Већина Канађана цени своје мултикултурално друштво и канадску културу схвата као такву.
Главни национални симбол је лист шећерног јавора (користи се од раног 18. века, налази се на застави Канаде, на новчићу од једног пенија и на државном грбу. Други симболи су: дабар, канадска гуска, монархија, Краљевска канадска коњичка полиција, тотеми и инукшук.

### Образовање
Покрајине и територије Канаде су одговорне за образовање. Сваки систем је сличан, али одражава регионалну историју, културу и географију. Узраст деце која похађају обавезну школу варира у распону од 5–7 до 16–18 година,. Писменост одраслог становништва је 99%. За више образовање су такође одговорне покрајинске и територијалне владе, које плаћају већину трошкова; федерална влада одобрава додатну помоћ за истраживања, студентске кредите и стипендије. У 2002. години 43% Канађана старости између 25 и 64 године је имало више образовање; од оних између 25 и 34 године проценат становништва са вишим образовањем износи 51%.

### Спорт
Званични национални спортови Канаде су хокеј на леду зими и лакрос лети. Хокеј је спорт са највише гледалаца у држави. Такође је најпопуларнији спорт који Канађани играју, са 1,65 милиона активних играча 2004. Највећи градови Канаде: Торонто, Монтреал, Ванкувер, Отава, Калгари и Едмонтон имају клубове који играу у канадско-америчкој НХЛ лиги. После хокеја, други популарни спортови су карлинг и канадски фудбал. Голф, бејзбол, скијање, фудбал, одбојка и кошарка се такође играју на омладинским и аматерским нивоима, али професионалне лиге и клубови нису тако популарни.
Канада је била домаћин неколико великих међународних спортских догађаја, међу којима су Летње олимпијске игре 1976. у Монтреалу и Зимске олимпијске игре 1988. у Калгарију. Канада је такође била домаћин Зимских олимпијских игара 2010. у Ванкуверу и Вислеру.

## Галерија
- Језеро О’Хара
- Малињ у Националном парку Џаспер